# Kuma (estrella)

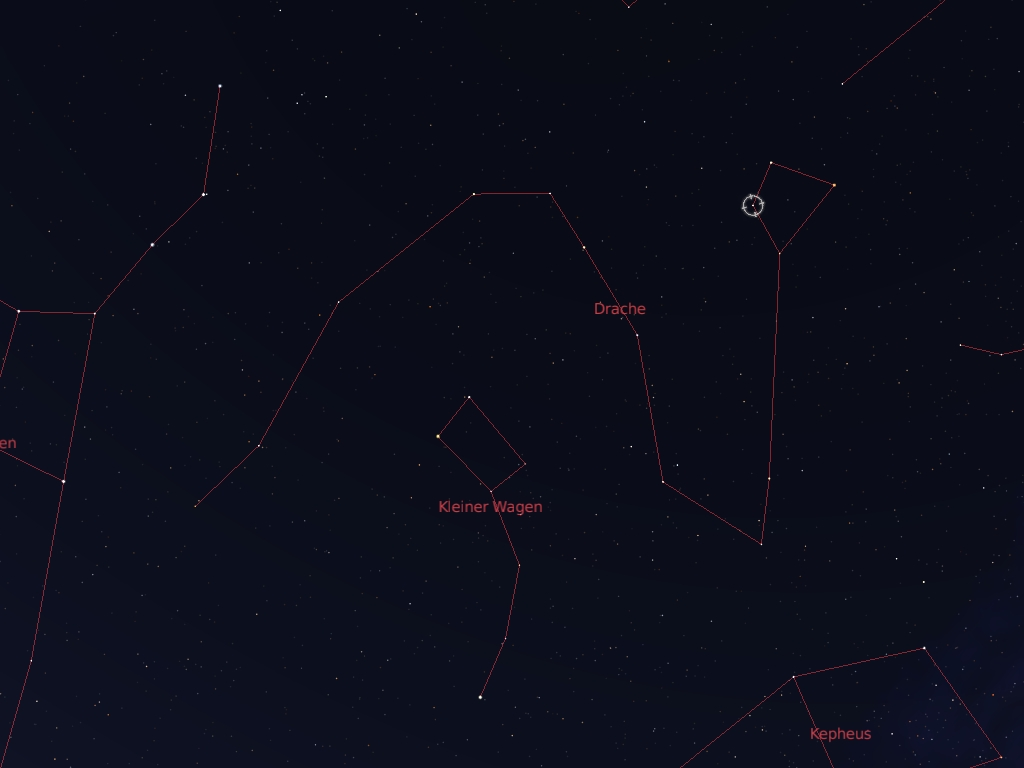
Imagen de la constelación del Dragón

Kuma (ν Draconis / ν Dra) es un sistema estelar en la constelación del Dragón, situado en la cabeza del mismo. Es una de las estrellas dobles más fáciles de observar en el hemisferio norte y como tal un objeto de interés para el astrónomo aficionado. Las dos componentes, separadas 62 segundos de arco, reciben los nombres de Kuma1 o ν1 Draconis (24 Draconis), la que está al oeste, y Kuma2 o ν2 Draconis (25 Draconis) la que se encuentra al este.
A 99 años luz de distancia del sistema solar, las dos estrellas son muy similares, blancas y de la secuencia principal.
Kuma1 tiene tipo espectral A6V y Kuma2 A4V. Sus magnitudes aparentes son prácticamente iguales (+4,87 Kuma1 y +4,89 
Kuma2), cada una de ellas con una luminosidad equivalente a la de 9 soles.
Kuma1 tiene una temperatura efectiva de 8000 K, mientras que la temperatura de Kuma2, 7350 K, es algo menor de lo que cabría esperar por su tipo espectral, estando clasificada como una estrella con líneas metálicas.
La velocidad de rotación de esta última es de 50 km/s —siendo este un límite inferior—, mientras que su compañera rota a más velocidad (66 km/s).
Cada una de ellas es un 70% más masiva que el Sol.
Kuma2 es a su vez una estrella binaria cercana, con una compañera probablemente de masa pequeña que la orbita cada 38,6 días. Se sospecha que Kuma1 también es binaria, si bien no ha sido confirmado. La separación entre Kuma1 y Kuma2 es de al menos 1900 UA con un período orbital mínimo de 44.000 años.